# Ceptura de Sus, Prahova
Ceptura de Sus este un sat în comuna Ceptura din județul Prahova, Muntenia, România.